# Giovanni Tesio
Giovanni Tesio (Piossasco, 4 agosto 1946) è un filologo e critico letterario italiano che si occupa anche di storia della lingua italiana.
L'antologia Le parole di legno, da lui curata insieme a Mario Chiesa, è considerata fondamentale come punto di riferimento per la poesia in dialetto del Novecento.

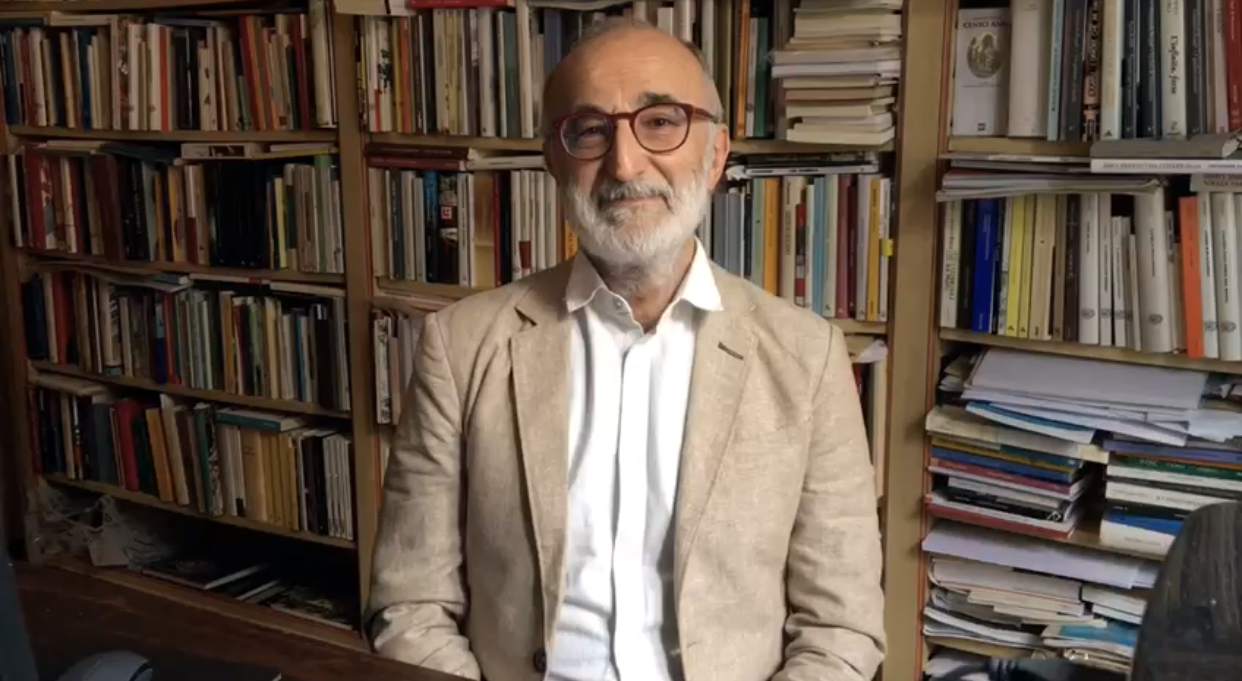
Giovanni Tesio

## Biografia
Nato a Piossasco nel 1946, si è trasferito a Torino dove si è laureato in Materie Letterarie alla Facoltà di Magistero presso l'Università degli Studi di Torino con una tesi su alcuni scrittori piemontesi dell'Italia post-risorgimentale.
Dopo il conseguimento della laurea è stato chiamato come professore a contratto di Letteratura Italiana prima presso l'Università di Bergamo, quindi all'Università del Piemonte Orientale "Amedeo Avogadro", dove è diventato ordinario.
Ha concentrato il suo interesse critico su vari nuclei: la poesia nel suo sviluppo storico, di cui ha indagato anche il versante teorico; la letteratura e soprattutto la poesia espressa in dialetto  dell'Otto-Novecento (da Carlo Porta e Giuseppe Gioachino Belli a Pier Paolo Pasolini), in vari saggi, tra cui l'introduzione alla  ristampa dell'antologia di Pasolini e Dell'Arco; la letteratura regionale, in particolare la letteratura piemontese. Ma la sua ricerca ha riguardato anche voci di scrittori di diversa provenienza. In questo ambito si è occupato di scrittori come Primo Levi (pubblicando presso Einaudi le conversazioni) e come Sebastiano Vassalli, con il quale ha pubblicato, insieme a molti saggi, la conversazione Un nulla pieno di storie.
Tesio ha anche intrapreso la carriera di giornalista pubblicista  collaborando con varie testate tra cui "La Stampa", "Tuttolibri”, l’"Indice dei libri del mese” o "L’immaginazione” (Manni Editore).
Dal 1979, Tesio ricopre l'incarico di direttore della collana di "Letteratura piemontese moderna" presso il Centro Studi Piemontesi di Torino. Inoltre è stato direttore della collana di poesia dialettale "Incontri” per l’editore Boetti di Mondovì (Cuneo) e della "Collezione di poeti dialettali” dell’editore Campanotto di Udine.

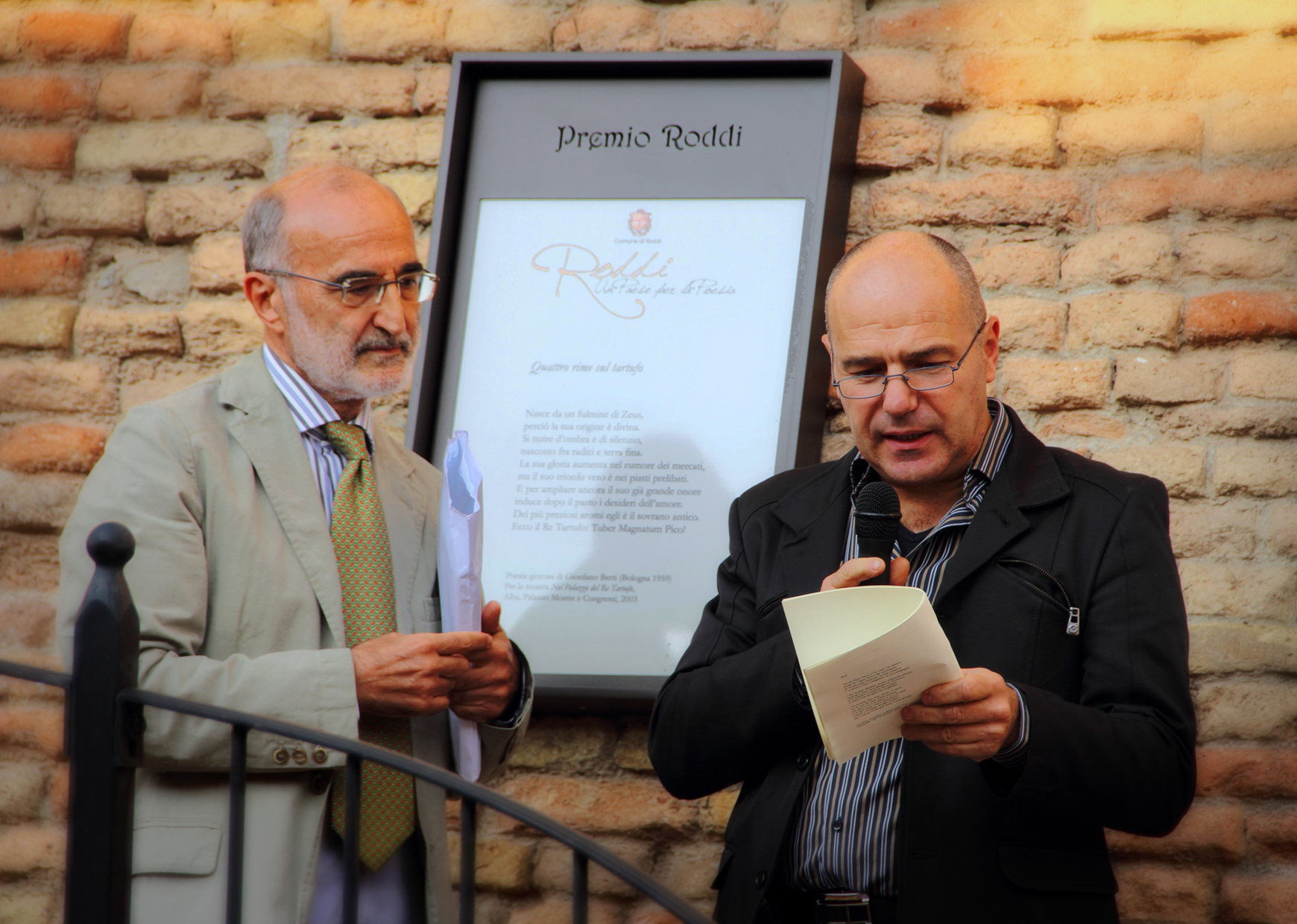
Giovanni Tesio con Giordano Berti a Roddi CN (2012)

Per la BPO (Biblioteca del Piemonte Orientale) ha ricoperto il ruolo di condirettore ed è stato direttore della collana di poesia "Castalia” presso l’editore Nino Aragno di Torino. Condirige (con Pietro Gibellini, Renato Martinoni e Gianni Oliva) la rivista internazionale "Letteratura e dialetti".
Giovanni Tesio è presidente della giuria del Premio "Roddi Poesia", nato nel 1995. 
Inoltre, è co-ideatore e presentatore del Festival internazionale dalla Canzone al Tartufo che si tiene ogni anno a Montà d'Alba.
Nel 2012, assieme allo scrittore Giordano Berti, Tesio ha organizzato a Roddi un percorso intitolato "Trifola bela, fa piasì contela”, raccolta di poesie antiche e moderne, pubblicate in quella stessa occasione dall'Associazione Premio Roddi. 
Ha fatto parte del comitato scientifico della "Società italiana per gli studi di cultura regionale” e del comitato scientifico del Centro Studi "Vittorio Alfieri" di Asti.

## Opere principali

### Saggistica
- Chiara, Firenze, La Nuova Italia, 1983
- La provincia inventata, Roma, Bulzoni, 1983
- Piemonte letterario dell’Otto-Novecento, Roma, Bulzoni, 1991 ISBN 88-7119-359-8
- Oltre il confine, Vercelli, Edizioni Mercurio, 2007 ISBN 978-88-86960-97-7
- Un nulla pieno di storie. Conversazione con Sebastiano Vassalli, Novara, Interlinea, 2010 ISBN 978-88-8212-735-0
- Novecento in prosa, Vercelli, Edizioni Mercurio, 2011 ISBN 978-88-95522-74-6
- I più amati. Perché leggerli? Come leggerli?, Novara, Interlinea, 2012 ISBN 978-88-8212-831-9
- Parole essenziali, Novara, Interlinea, 2014 ISBN 978-88-8212-814-2
- La poesia ai margini, Novara, Interlinea, 2014 ISBN 978-88-6857-007-1
- Primo Levi. Io che vi parlo. Conversazione con Primo Levi, Torino, Einaudi, 2016 ISBN 978-88-06-22929-0
- Primo Levi. Ancora qualcosa da dire, Novara, Interlinea, 2018 ISBN 978-88-6857-156-6
- I colori del nero, Vercelli, Edizioni Mercurio, 2019 ISBN 978-88-98269-28-0
- La luce delle parole, Novara, Interlinea, 2020 ISBN 978-88-6857-328-7
- Primo Levi, il laboratorio della coscienza, Novara, Interlinea, 2022 ISBN 9788868574147
- La passione dominante. Letture sparse e disperse, Lanciano, Carabba, 2022 ISBN 978-88-6344-653-1
- Preamboli, Gaglianico (Bi), Botalla Editore (Edizioni di Smens), 2022 ISBN 9791280561206
- La poesia in gioco. Un manuale per saperne un po’ di più, Torino, Edizioni Lindau, 2023 ISBN 978-88-3353-921-8
- Augusto Monti. Letteratura e coscienza democratica, Cuneo, Araba Fenice, 2023. ISBN 978-8866-178453
- Essere Piemontesi, in tutto o un po', Scarmagno, Priuli & Verlucca Editori, 2024. ISBN 979-1254-680384
- Nel bosco dei libri. Dentro le vite dispari della lettura, Torino, Lindau, 2024. ISBN 979-12-5584-063-3
- Viaggio ai margini. Tra vita e letteratura, Lanciano, Carabba, 2025. ISBN 978-88-6344-804-7
- Italo Calvino fra editoria e scrittura, (con Matteo Vercesi), Dueville (VI), Ronzani Editore, 2025 ISBN 979-12-5997-246-3

### Antologie
- Il dialetto da lingua della realtà a lingua della poesia (con Mario Chiesa), Torino, Paravia, 1978
- Le parole di legno (con Mario Chiesa), Milano, Mondadori, 1984
- Piemonte e Valle d’Aosta, Brescia, La Scuola, 1986 ISBN 88-350-7858-X
- Poeti in piemontese del Novecento (con Albina Malerba), Torino, Centro Studi Piemontesi, 1990
- Italo Calvino. I libri degli altri. Lettere 1947-1981, Torino, Einaudi, 1991 ISBN 88-06-12405-6 (nuova edizione riveduta negli Oscar Cult Mondadori, Milano 2022. ISBN 978-88-04-74891-5)
- La Chimera. Storia e fortuna del romanzo di Sebastiano Vassalli (con Roberto Cicala), Novara, Interlinea, 2003 ISBN 88-8212-400-2
- Gabriele D’Annunzio-Riccardo Gualino, Il vate e il mecenate, Torino, Aragno, 2015
- La città inventata. Narrazioni cuneesi, a cura di Mario Cordero e Giovanni Tesio, Boves, Araba Fenice, 2015, ISBN 978-88-6617-300-7
- Nell’abisso del Lager. Voci poetiche sulla Shoah. Novara, Interlinea, 2019 ISBN 978-88-6857-229-7
- Nel buco nero di Auschwitz. Voci narrative sulla Shoah. Novara, Interlinea, 2021 ISBN 978-88-6857-360-7
- Cesare Pavese, "Donne appassionate. Poesie d'amore e morte", Novara, Interlinea, 2022. ISBN 978-88-6857-452-9
- Oreste Gallina, "Passione di Langa e altre passioni", Torino, Centro Studi Piemontesi, 2022. ISBN 978-88-8262-314-2
- Anche gli alberi cantano. Le piante in poesia, Novara, Interlinea, 2024. ISBN 978-88-6857-585-4
- Poeti in piemontese dal Novecento ai giorni nostri (con Albina Malerba), Torino, Centro Studi Piemontesi, 2024. ISBN 978-88-8262-345-6
- 25 poesie per il 25 aprile, Novara, Interlinea, 2025 ISBN 978-88-6857-642-4

### Narrativa
- Gli zoccoli nell’erba pesante, Torino, Lindau, 2018 ISBN 978-88-6708-925-3
- Diario di un camminante. Sulla strada per Santiago, Torino, Lindau, 2024 ISBN 9791255841340
- Caratteri, Torino, Lindau, 2025 ISBN 979-12-5584-255-2

### Poesia
- In punto di svolta, Catania, Lunarionuovo, 1985
- Fin’amor, Dogliani, Al Pozzo, 1994
- Il canto dei presepi, Novara, Interlinea, 2014 ISBN 978-88-8212-981-1
- Vita dacant e da canté, Torino, Centro Studi Piemontesi, 2017 ISBN 978-88-8262-265-7
- Piture parolà, Novara, Interlinea, 2018 ISBN 978-88-6857-220-4 (traduzione in francese di Perle Abbrugiati con il titolo 14 secondes. L'art réfléchi dans un sonnet, Presses Universitaires de France-Maison Laurentine, Aix-en-Provence 2021)
- Nosgnor. Lamenti, preghiere e poesie in cerca di un Dio vicino e lontano, Novara, Interlinea, 2020 ISBN 978-88-6857-317-1
- Natal piemontèis. Torino, Centro Studi Piemontesi, 2021 ISBN 978-88-8262-309-8
- Paròla, amisa mia. Novara, Interlinea, 2024 ISBN 978-88-6857-614-1